# Première circonscription de Dera
La première circonscription de Dera est une des 135 circonscriptions législatives de l'État fédéré Amhara, elle se situe dans la Zone Sud Gonder. Sa représentante actuelle est Etehun Shiferaw Mekonnen.